# 弗里斯兰马
弗里斯兰马（Friesian或Frizian）是一个马种，它起源于荷兰弗里斯兰省。弗里斯兰马的体型类似于轻型挽马，但该品种对于它们的大小来说，既优雅又灵活。人们认为，在中世纪，遍及欧洲大陆的弗里斯兰马的祖先都被视为战马。在中世纪前期和中世纪中期，它们的大小使他们能够驮动身穿盔甲的骑士。在中世纪后期，需要重型的、挽马型动物。尽管该品种不止一次几近灭绝，但如今弗里斯兰马的数量仍在增长，也越来越受欢迎，既被用于挽具，又被用于鞍具。最近，该品种被引入盛装舞步领域。

## 品种特征
弗里斯兰马通常以其黑色皮毛来辨识，但颜色并不是唯一的辨识特征；有些弗里斯兰马是栗色，因为某些血统确实携带“红色”基因。在1930年代，出现过栗色和枣色的。弗里斯兰马很少有任何白色标记；大多数注册管理机构在进行纯种注册时，仅允许在额头上有一个小白星。要被FPS（Friesch Paarden Stamboek，弗里斯兰马血统簿）所接受，种马必须经过严格的审批程序。

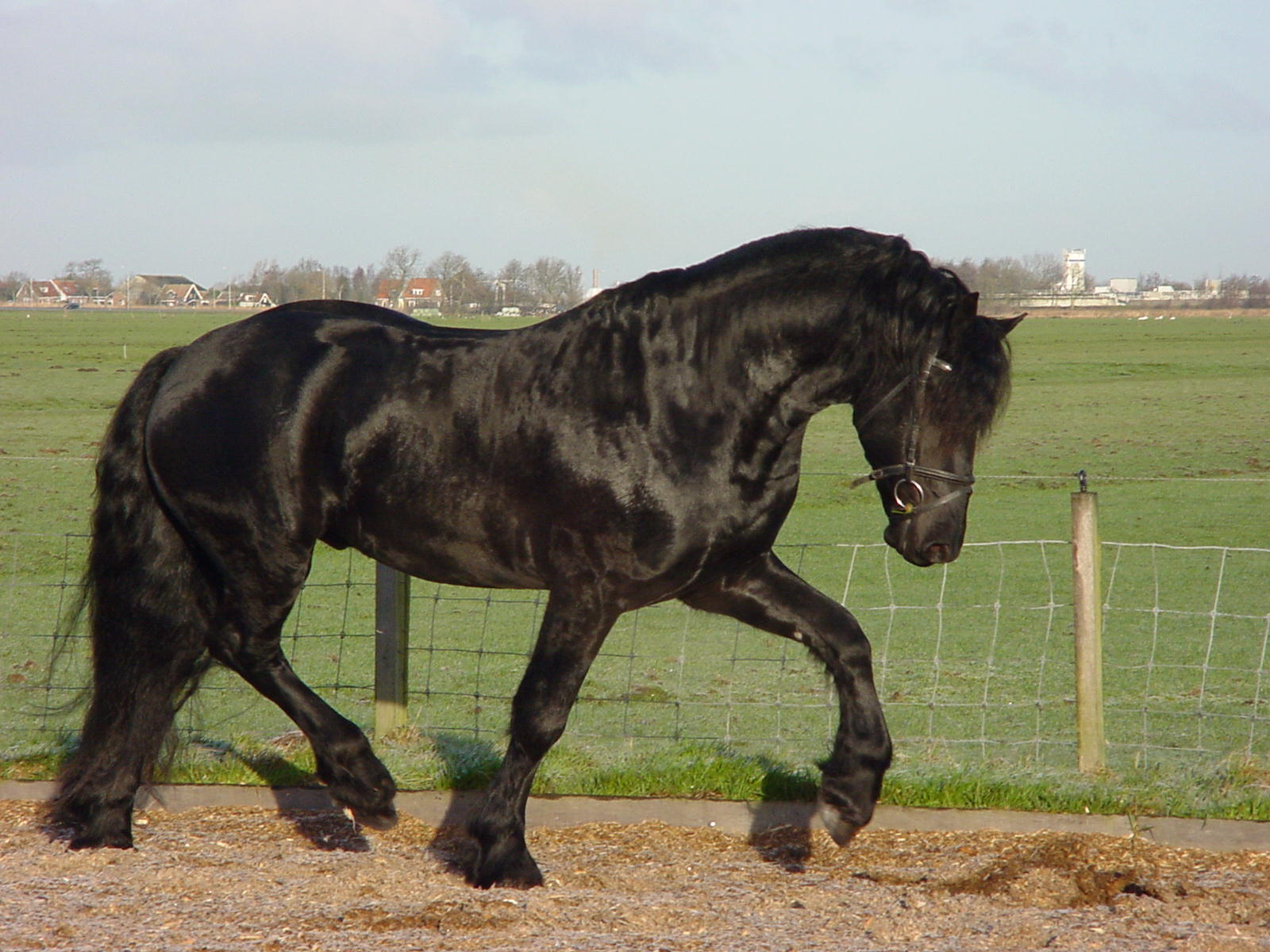
弗里斯兰种马

弗里斯兰马平均身高约15.3手距（63英寸；160），但其马肩隆高度的范围可能从14.2至17手距（58至68英寸；147至173）。而母马或阉马至少要达到15.2手距（62英寸；157），才有资格获得“指定星级”血统簿。荷兰的评委通过检查来判断马匹，并决定马匹是否值得评定星级。该品种整体体型强健，骨骼结构良好，有时称之为“巴洛克”体型。弗里斯兰马的脖子呈长拱形，头的轮廓分明，短耳，是所谓“西班牙式”头。它们的肩膀和屁股强壮而倾斜，身体紧凑，肌肉发达，尾巴低垂，四肢短而结实。弗里斯兰马的鬃毛和尾毛长而浓密，通常呈波浪状，而“腿羽”（小腿上的丝状长毛）则故意不修剪。该品种以轻快、高步态的小跑而著称。弗里斯兰马被认为是踊跃、积极和充满活力的，但也柔和温顺。弗里斯兰马倾向于拥有重要的地位，并带有优雅的气息。如今，有两种不同的体型——“巴洛克”型和现代“运动马”型。巴洛克型像经典弗里斯兰马一样拥有较强壮的体格，而现代型的骨头则较细。两种类型都很常见，但现代型目前在演出圈比巴洛克型的弗里斯兰马更受欢迎。但是，正确的移动比体格类型更重要。

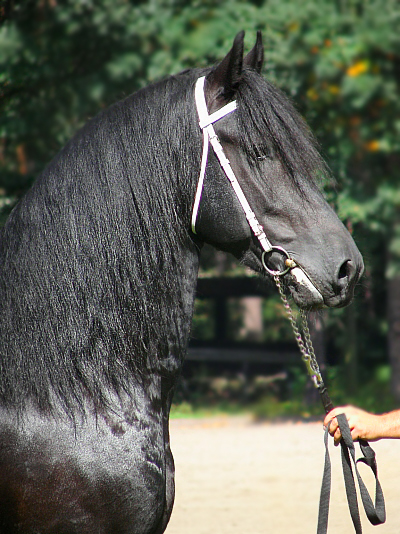
头部特写

登记机构一般不接受栗色种公马登记，但母马和阉马有时则允许登记。栗色弗里斯兰马参与比赛则会有惩罚，但黑色皮毛因旧伤或日晒而褪色的则不会。弗里斯兰马确实存在栗色的等位基因，这是一种隐性遗传特征；1990年代，有两匹母马生下了栗色的小马驹。弗里斯兰马血统簿于1990年开始尝试培育栗色马，如今FPS在注册时，会通过基因测试，如果种公马含有栗色或“红色”基因，即使是杂合的并表现为黑色，都不允许注册。美国弗里斯兰马协会（American Friesian Association）并不隶属于KFPS，它允许注册带有白色标记的马，也允许注册栗色马，前提是可以证明其血统纯正。2014年，已知有八个种公马品系仍携带栗色基因。
业界公认有四种可能影响弗里斯兰马的遗传疾病：侏儒症、脑积水、主动脉破裂倾向和巨食道癌。前两种可以做基因测试。弗里斯兰马也是几种可能罹患马多糖贮积性肌病的品种之一。大约0.25％的弗里斯兰马受侏儒症的影响，这些马的头大小正常，胸部比正常的要宽，后背较长，而四肢很短。这是一种隐性疾病。另外，该品种消化系统疾病的发生率比一般的要高，并且昆虫叮咬过敏的倾向较高。像其它一些挽马品种一样，他们容易得一种皮肤病，被称为疣状脚腕皮肤病，并且可能容易有免疫系统损伤。弗里斯兰马产驹后保留胎盘的比例很高，为54%。一些正常大小的弗里斯兰马也有肌腱和韧带松弛倾向，这可能与侏儒症有关，也可能无关。相对较小的基因库和近亲繁殖被认为是造成大多数此类疾病的因素。

## 历史
弗里斯兰马起源于荷兰北部的弗里斯兰省，有证据表明，马在那里已经生存了数千年。

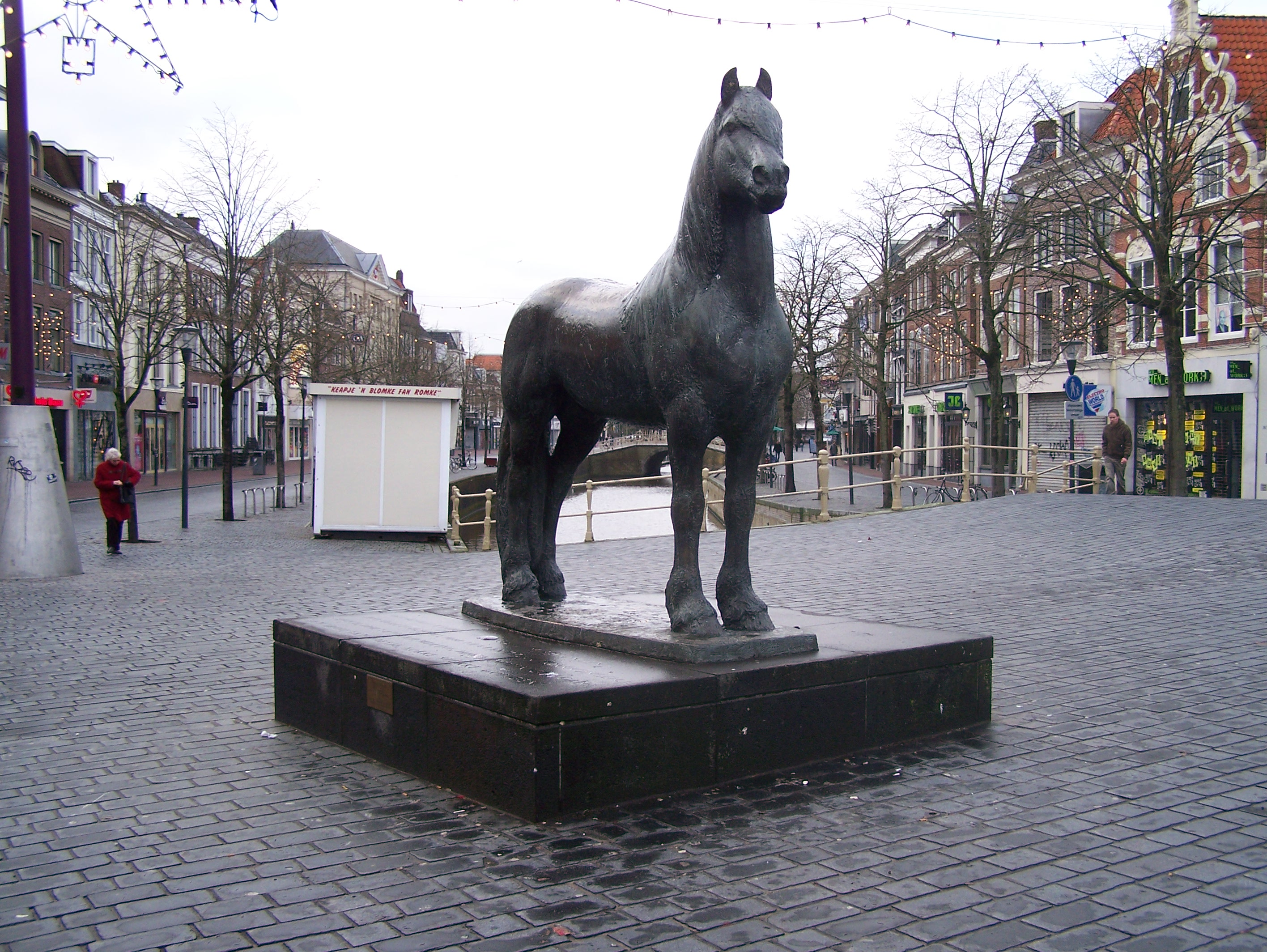
纪念现代弗里斯兰血统簿诞生100周年的雕像

早在四世纪的历史中，就已经提到了弗里斯兰军队骑着自己的马匹。其中最知名的来源之一是一位名叫安东尼·登特（Anthony Dent）的英国作家，他写了关于在卡莱尔的弗里斯兰骑兵的文章。登特等人写道，弗里斯兰马是英国夏尔马和费尔矮马的祖先。但这仅仅是猜测。
直到11世纪，才出现了弗里斯兰马的插图。许多被发现的插图都描绘了骑士骑着类似该品种的马，其中最著名的例子之一就是征服者威廉。
现代弗里斯兰马的这些祖先在中世纪被用来驮着骑士参加战斗。在12世纪和13世纪，一些十字军的东方马与弗里斯兰马交配。在16世纪和17世纪，荷兰与西班牙建立了短暂的联系，随着武器的更新换代和减轻，对重型战马的需求减少。安达卢西亚马与弗里斯兰马杂交，生出一种更轻便的马，它们摄入的食物较少，排出的粪便也较少，因此更适合用于城市马车。
历史学家安·海兰德写道：
查理皇帝（1516-56年在位）继续将西班牙扩张到荷兰。维盖提乌斯（Vegetius）注意到荷兰有弗里斯兰战马，并在罗马时代用于欧洲大陆和英国。像安达卢西亚马一样，弗里斯兰马被培育为真正的马种。即使在16世纪注入了西班牙血统，它仍保留了其本土特色，并从两个品种中汲取了精华。在16和17世纪提到，弗里斯兰马是一种非常适合战争的勇敢的马，不像某些品种缺乏耐久性，也不像重型马那样多痰。弗里斯兰马一般呈黑色，高度大约15手距，体型短而壮，但更具优雅和品质。引人注目的步态来自于强壮四肢的平稳小跑。如今，尽管品种的定义被保留下来，但由于饲养和饮食方法的改良，其大小已显著增加，就像大多数品种一样。
该品种在18和19世纪特别流行，当时不仅拉车和农用有需求，而且当时流行的小跑比赛也有需求。弗里斯兰马可能已被用作德勒赫斯特马、诺福克快步马（哈克尼马的祖先）和摩根马这些品种的基础种群。在1800年代，为了小跑将弗里斯兰马培育得更轻更快，但这导致了一些马主和育种者将其视为劣种，因此在19世纪末产生了恢复纯种的运动。

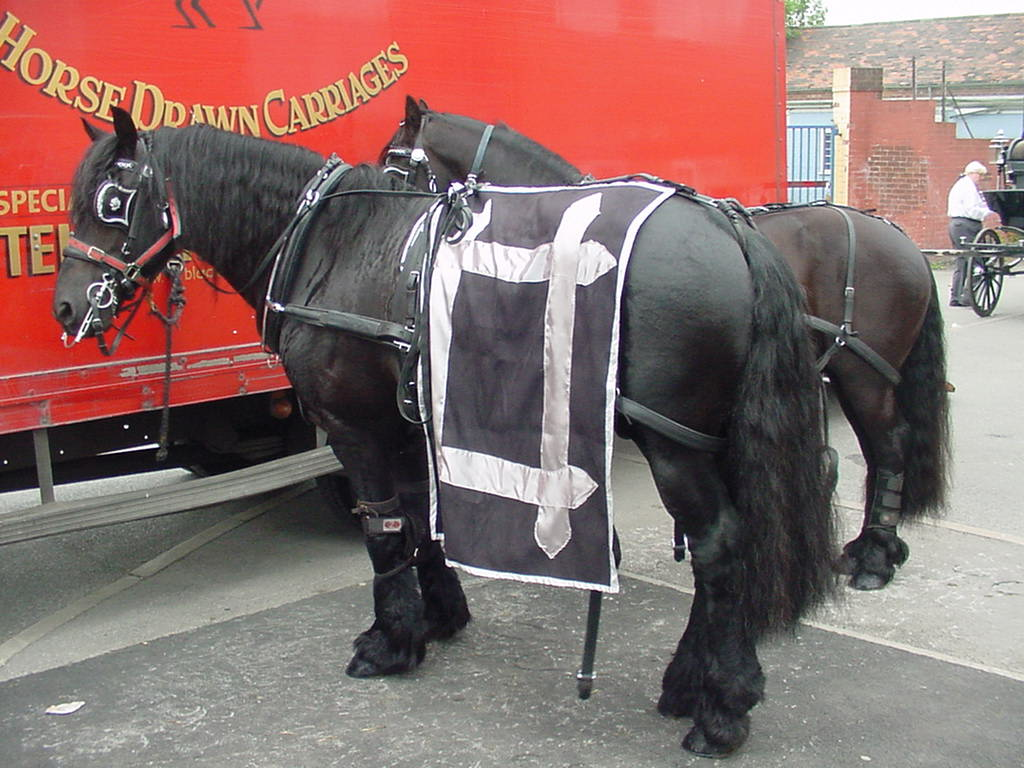
弗里斯兰马有时也被称为“比利时黑马”

1879年，弗里斯兰农场主和地主们聚集在一起，创建了一个血统簿协会，即弗里斯兰马血统簿（Fries Rundvee Stamboek，简称FRS）。1880年，《马匹血统簿》（Paardenstamboek）出版，最初注册的是弗里斯兰马和一些重型温血马品种，包括东弗里斯兰马和老奥尔登堡马，统称为“上兰德马”（Bovenlanders）。当时，弗里斯兰马的数量正在下降，并且正在被更时髦的上兰德马所取代，既有直接取代，也有用上兰德种公马和弗里斯兰母马杂交的情况。实际上在1879年，该省大部分地区的纯正弗里斯兰马已经消失了，因此只好将上兰德马包括在内。通过该协会的工作，该品种在19世纪后期恢复了生机，但也导致了繁殖区许多最好的种马消失或被出售，弗里斯兰马的数量也减少了。到20世纪初，可用的种马仅剩三匹。因此在1906年，登记处的两个部分合并在一起，并在1907年将该血统簿重命名为弗里斯兰马血统簿（Friesch Paarden Stamboek，简称FPS）。
1913年弗里斯兰马（Het Friesch Paard）协会成立，以保护和推广该品种。到1915年，它已经说服FPS将注册分为两组。到1943年，非弗里斯兰马的育种者完全离开了FPS，并组成了一个独立的协会，后来成为荷兰皇家温血马血统簿（Koninklijk Warmbloed Paardenstamboek Nederland，简称KWPN）。
农场上的石油驱动设备代替了牲口，这也威胁到了弗里斯兰马的生存。弗里斯兰马最后一次大规模用作挽马，是在农场上放牧奶牛。二战减缓了替换的过程，使该品种的数量和受欢迎程度得以反弹。在恢复该品种的初期，一个重要因素是拥有斯特拉斯堡马戏团的家族。他们逃离纳粹德国前往低地国家，发现了该品种的表演才能，并在纳粹占领期间及之后证明了其在原始繁殖区域之外的能力。

## 用途

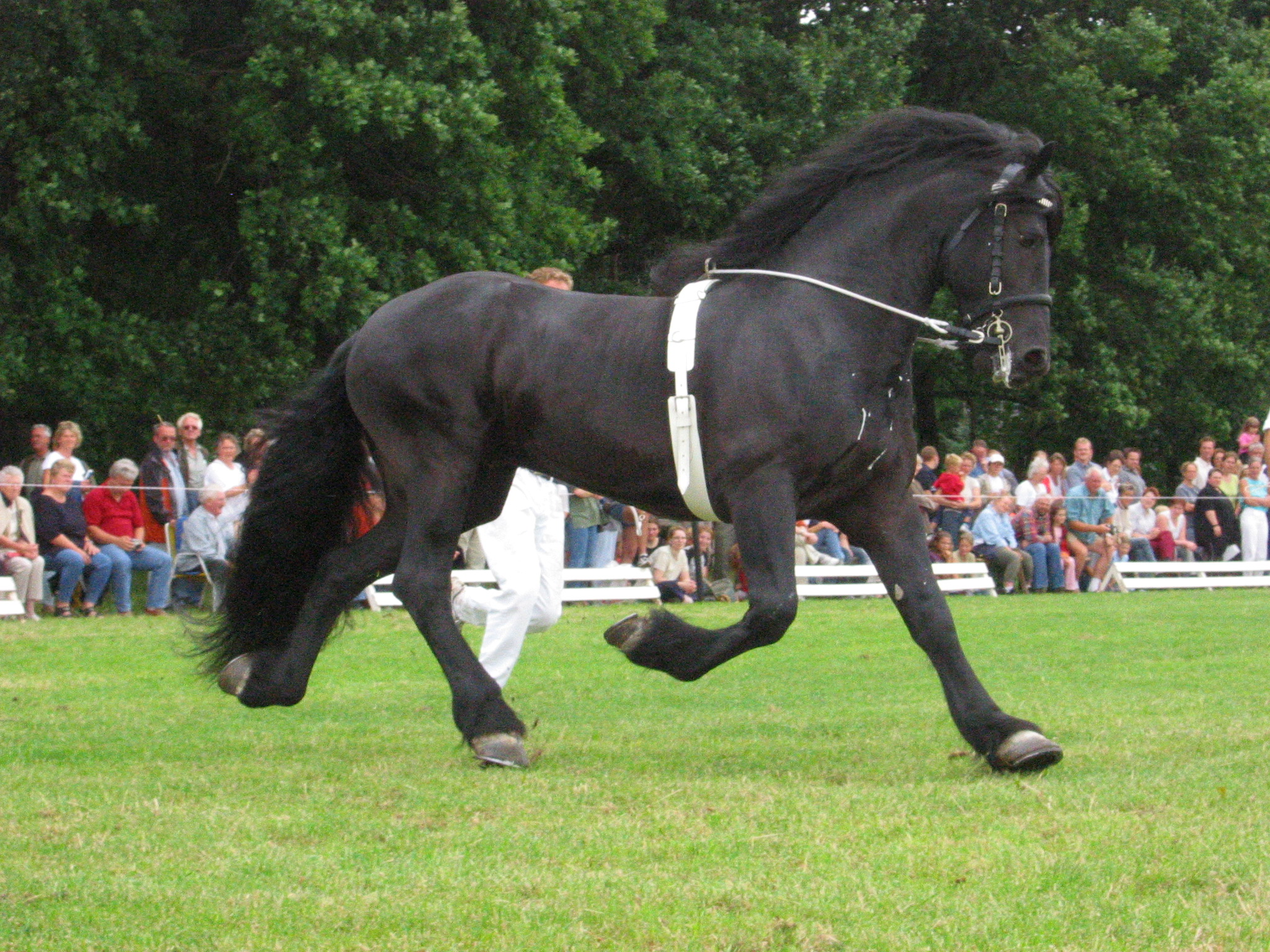
一匹系着肚带的弗里斯兰马，在表演小跑。

在农业用途减少的同时，弗里斯兰马在休闲用途上却广受欢迎。今天，荷兰的马大约有7％是弗里斯兰马。
今天的弗里斯兰马既可用于挽具，也可用于鞍具，特别是在盛裝舞步方面。用于挽具时，它们可单独或成组用于竞技和休闲驾驶。在某些赛事中，为弗里斯兰马设计的传统马车是一种高轮马车，称为sjees。弗里斯兰马还被用于各种活动中，例如在各种庆典活动中拉老式马车。
由于它们的颜色和醒目的外表，弗里斯兰马在电影和电视中是一个很受欢迎的品种，特别是在历史片和奇幻片中。在面对与制片相关的活动时，他们被认为较镇定，同时在镜头前也很优雅。